# Javier Maqua
Javier Maqua Lara (Madrid, 1945) es un director de cine, guionista, actor y escritor español. Entre otros reconocimientos, ha obtenido el Premio Café Gijón, de novela (1992), el Ondas de televisión (1982) y el Nacional de Radiodifusión (1977). Es pareja de la periodista y actriz Gloria Berrocal.

## Biografía
De origen asturiano, de una familia de la hidalguía avilesina, aunque nacido en el barrio de Chamberí de Madrid, Maqua ha mostrado a lo largo de su vida un espíritu polifacético, ejerciendo como "profesor, comparsa, dramaturgo, novelista, editorialista, reportero y, sobre todo, director de cine".
Estudió bachillerato en los escolapios. Accedió a la Universidad Complutense de Madrid, donde tras dejar la carrera de Ingeniería en segundo curso, se pasó a Biología, que concluyó en 1970. Trabajó como profesor de Ciencias Naturales en el colegio Maravillas de Madrid. En los años 60 colabora como crítico de cine en Film Ideal e ingresa en la Escuela Oficial de Cine. Es contratado como comparsa en la compañía de teatro de Nuria Espert durante el montaje de Yerma, en versión de Víctor García, en el que trabajaba como actriz secundaria Gloria Berrocal, compañera de Maqua.
En la década de 1970 entra a colaborar en RNE, participa en la creación de Radio 3 y se vincula a TVE, donde por su trabajo en el espacio Vivir cada día, recibe el Premio Ondas. Abandonó RTVE en la década de 1990. En ese periodo trabaja en El Mundo (España) como editor y columnista.
Como dramaturgo ha frecuentado los circuitos de teatro independiente con piezas como La soledad del guardaespaldas (1987) o Coches abandonados (1992), obra finalista del Premio Nacional de Literatura Dramática en 1993 . En este campo destaca también su estudio El docudrama. Fronteras de la ficción (1992).
De su trabajo como novelista puede citarse el Premio Café Gijón 1990-1991 por Invierno sin pretexto, y Fusilamiento, instrucciones de uso (2005),  premio "Ciudad de Badajoz" en 2005; un trabajo de ficción e investigación periodística recuperando la historia de Pedro Martínez Expósito, el último fusilado en España por delito civil.
Como realizador de cine destaca quizá la adaptación de Chevrolet (1997) (estrenada cinco años antes como pieza teatral con el nombre de Coches abandonados), cuya protagonista, Isabel Ordaz, recibiría en Moscú el premio a la mejor actriz y en España, un goya. En 2009 retoma su actividad como actor en Un ajuste de cuentas, de Emilio Redondo.

## Novela
- Aventuras de Percy en Oceanía (1978) junto con José Luis Téllez;
- Las condiciones objetivas (1982)
- Invierno sin pretexto (1992);
- Uso de razón (1994);
- La mosca sin atributos (1995);
- Padre e hija (1995);
- Amor africano (1998);[13]

## Teatro
- San Eulogio, Mártir —Los mártires jactanciosos— (1973);
- La soledad del guardaespaldas. Dirigida y estrenada en la Sala Olimpia por  Guillermo Heras en 1987;
- Triste animal (1985). Presentada en la antigua Universidad de Cabueñes por los grupos "Margen" y "La Gotera", con dirección de Antonio Malonda;
- Papel de lija. (La venganza de la señorita de Trevélez), premio "Falla L’Antiga" en 1991. Estrenada en el Palacio Valdés de Avilés, dirigida por Arturo Castro y puesta en escena del grupo "Margen";[9]
- Off Hamlet (1992);
- Coches abandonados (1992). Presentada en la Sala Galileo de Madrid, con dirección del autor (que luego trasvasaría al cine en el filme Chevrolet);
- Adaptación de El banquero anarquista, de Fernando Pessoa. Estrenada por "Geografías Teatro" en la Sala Galileo en 1991;[9]
- Ejercicios espirituales para un actor (1993);
- El cuerpo de Ignacio de Loyola, novela dramatizada (1994).
- Caput Mortuum, Doble garganta y Dice y digo se miran el ombligo en 1993; ¿Quién se ríe? en 1999, y Franco en 2000);[13]
- Carne de gallina (versión teatral) con Maxi Rodríguez y Sergio Gayol. Estrenada en el Teatro Filarmónica de Oviedo en 2014;[7]
- La sombra (2015);
- La función del orgasmo, publicada por la revista de la ADE, en 2015;[7]

## Cine
- Apuntarse a un bombardeo (2003);
- El hombre risa (2001);
- Carne de gallina (2002), con Maxi Rodríguez como coguionista;[7]
- Chevrolet (1997);
- ¡Tú estás loco, Briones! (1981), versión en cine del libreto de Fermín Cabal;

## Televisión
- Condenado a vivir (2001), guion de la telepelícula;
- Muerte a destiempo (1990), miniserie;
- Vivir cada día,[14] 10 capítulos de la serie a lo largo de la década de 1980.[13]

## Radio
En Radio Nacional de España, tras colaborar en el programa Encuentros (1977), dirigió Para vosotros jóvenes, y formó parte del equipo fundador de Radio 3. Fue premiado por su versión para radioteatro de En la colonia penitenciaria, de Kafka, emitida por Radio Nacional de España.